# 貝塞爾 (伊利諾伊州)
貝塞爾（英語：Bethel）是位於美國伊利諾伊州克萊縣的一個非建制地區。該地的面積和人口皆未知。

## 地理
貝塞爾的座標為38°42′15″N 88°41′17″W / 38.70417°N 88.68806°W，而該地的平均海拔高度為157米（即515英尺）。